# شريان أعوري أمامي
 شريان أعوري أمامي أو  فرع قولوني من شريان لفائفي قولوني وهو فرع من شريان لفائفي قولوني وهو بدوره فرع من شريان مساريقي علوي.